# Kieu Chinh
Kiều Chinh, nata Nguyễn Thị Chinh (scrittura vietnamita: Kiều Chinh; Hanoi, 3 luglio 1937), è un'attrice vietnamita naturalizzata statunitense conosciuta soprattutto per il ruolo di Suyuan Woo interpretato nel film statunitense del 1993 Il circolo della fortuna e della felicità.

## Biografia
Kieu Chinh iniziò la sua carriera nel nativo Vietnam, recitando nel film Hoi chuong Thien Mu (1957), che la portò presto a diventare una delle personalità del mondo dello spettacolo più conosciute in patria.
Negli anni sessanta apparve in alcune produzioni statunitensi, quali A Yank in Viet-Nam (1964) e Operation C.I.A. (1965), affiancata in quest'ultimo da Burt Reynolds. Tra la fine del decennio e l'inizio di quello successivo, l'attrice si dedicò anche alla produzione di un'epopea di guerra intitolata Nguoi tinh khong chan dung (1970), che sarebbe stata restaurata e proiettata al Vietnamese International Film Festival del 2003, negli Stati Uniti.
Nel 1975, mentre Kieu Chinh era a Singapore per delle riprese, i nordvietnamiti invasero Saigon. L'attrice fu costretta a lasciare la sua patria e trasferirsi negli Stati Uniti, dove ebbe la possibilità di riprendere la propria carriera a partire dal 1977, quando recitò in un episodio della serie televisiva M*A*S*H intitolato In Love and War, scritto da Alan Alda e basato vagamente sulla storia della sua vita.
In seguito, la Chinh recitò in film per il cinema e la televisione quali The Children of An Lac, Hamburger Hill: collina 937 (1987), Riot (1997), Catfish in Black Bean Sauce (1999) e Face (2002).
Dal 1989 al 1991, ha recitato nel ruolo ricorrente di Trieu Au nella serie televisiva statunitense China Beach, ambientata durante la guerra del Vietnam e trasmessa sul canale televisivo ABC.
Il suo ruolo più conosciuto è stato quello della defunta Suyuan Woo, che appare attraverso dei flashback e dei racconti delle altre protagoniste nel film del 1993 di Wayne Wang Il circolo della fortuna e della felicità. Nel 2005 recitò in Journey from the Fall, un lungometraggio epico indipendente vietnamita, che racconta la storia di una famiglia nel periodo immediatamente successivo alla caduta di Saigon, ai campi di rieducazione e all'esperienza dei boat people, oltre che le difficoltà di stabilirsi da immigrati negli Stati Uniti.
Kieu Chinh è anche attiva in opere filantropiche. Insieme al giornalista Terry Anderson, ha creato la Vietnam Children Fund, che si è occupata di costruire scuole in Vietnam che sono attualmente frequentate da più di 12.000 studenti.

## Filmografia parziale

### Cinema
- Hoi chuong Thien Mu, regia di Lê Dân (1957)
- Commandos in Vietnam (A Yank in Viet-Nam), regia di Marshall Thompson (1964)
- Operation C.I.A., regia di Christian Nyby (1965)
- The Evil Within, regia di Lamberto V. Avellana (1970)
- Nguoi tinh khong chan dung, regia di Hoang Vinh Loc (1971)
- Angels' Brigade, regia di Greydon Clark (1979)
- Hamburger Hill: collina 937 (Hamburger Hill), regia di John Irvin (1987)
- Il circolo della fortuna e della felicità (The Joy Luck Club), regia di Wayne Wang (1993)
- Catfish in Black Bean Sauce, regia di Chi Muoi Lo (1999)
- Face, regia di Bertha Bay-Sa Pan (2002)
- Journey from the Fall, regia di Ham Tran (2006)

### Televisione
- Switch – serie TV, episodio 2x12 (1976)
- Cover Girls, regia di Jerry London – film TV (1977)
- Cuore in ostaggio (The Hostage Heart), regia di Bernard McEveety – film TV (1977)
- M*A*S*H – serie TV, episodio 6x07 (1977)
- The Lucifer Complex, regia di Kenneth Hartford e David L. Hewitt – film TV (1978)
- The Children of An Lac, regia di John Llewellyn Moxey – film TV (1980)
- China Beach – serie TV, 7 episodi (1989-1991)
- Riot, regia collettiva – film TV (1997) - (segmento "Gold Mountain")
- Il simpatizzante (The Sympathizer), regia di Park Chan-wook, Fernando Meirelles e Marc Munden – miniserie TV, 7 puntate (2024)

## Premi e riconoscimenti
- 2003 - Vietnamese International Film Festival: Premio alla Carriera.
- 2003 - Women's Film Festival di Torino: premio speciale per la Recitazione.
- 2006 - San Diego Asian Film Festival: Premio alla Carriera.
- 2009 - l'attrice è stata nominata "Donna dell'Anno" grazie al lavoro svolto in ambito cinematografico e comunitario, premiata dal senatore di stato Lou Correa.

## Citazioni e omaggi
- 1996 il regista Patrick Perez ha diretto un documentario sulla sua vita per il canale Fox KTTV, intitolato Kieu Chinh: A Journey Home, che vinse anche un Emmy award nello stesso anno.